# Блюм (заготовка)
Блюм (от англ. bloom, также блюмс, блум, обжатая болванка) — полупродукт металлургического производства — стальная заготовка сечения, близкого к квадратному, размерами от 140×140 мм до 450×450 мм.
Блюм получают из слитков прокаткой на блюминге или, с 1960-х годов, из жидкого металла на машинах непрерывного литья. Используют для производства сортовых профилей путём прокатки.
Аналогичная заготовка, но с сечением в виде вытянутого прямоугольника, называется слябом.